# 川龍西洋菜
川龍西洋菜，是一款在香港荃灣區大帽山川龍一帶種植的西洋菜品種；因為當地特別的地理環境和種植方式，以及多年無間斷種植同一栽培品種，在川龍所出產的西洋菜對比其他地區的品質和味道上有所分別，成為當地一個獨特品種。
川龍西洋菜品種在香港以至境外都是著名的農產品，吸引了不少本地遊客及行山人士慕名到來直接向農戶購買。而川龍區內亦有數間著名的茶樓，本地人及外國旅客會特意到此光顧，它們均有川龍西洋菜菜式，是到此地「飲茶」的顧客會點的食品之一。

## 歷史

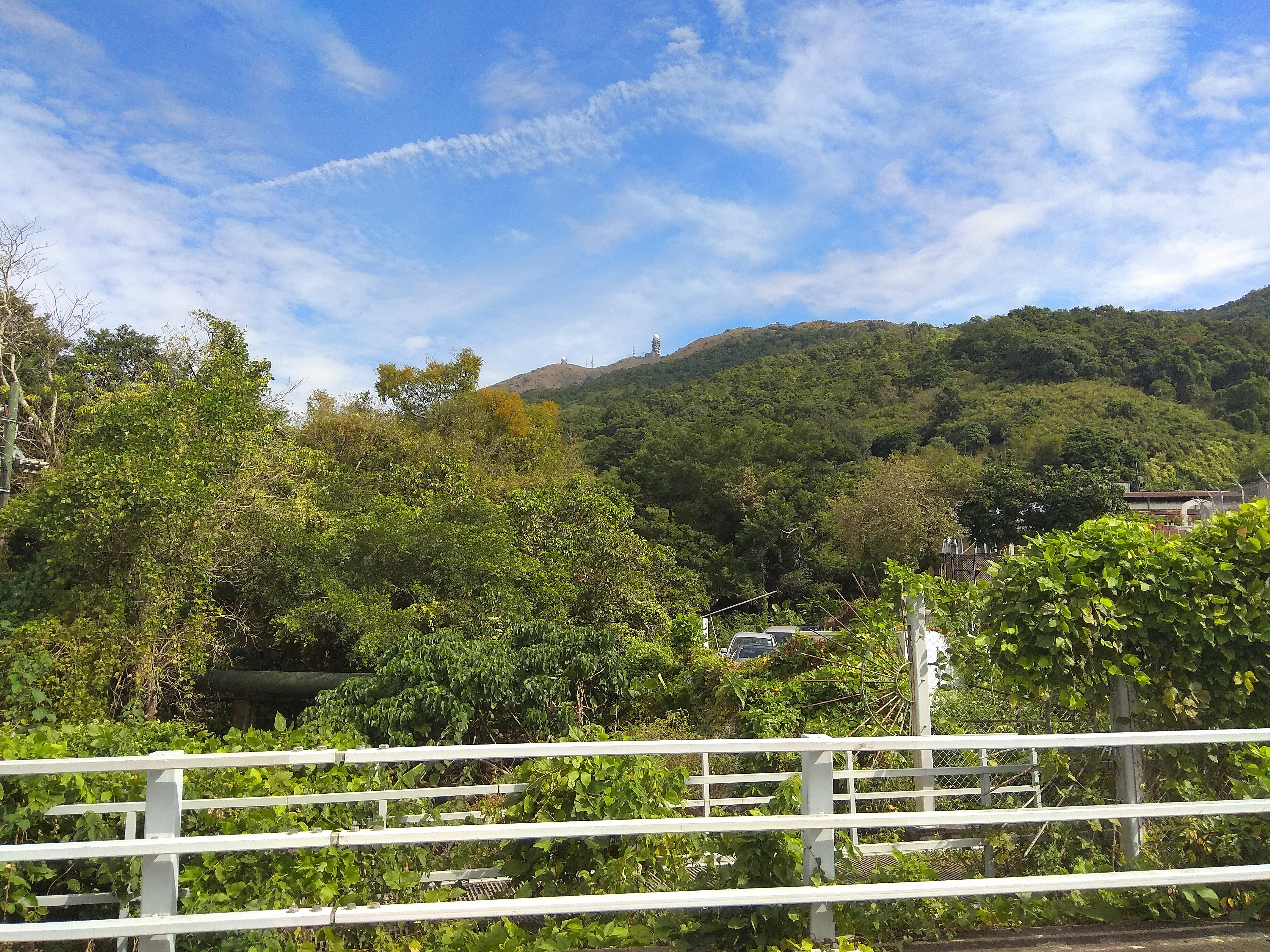
川龍村依山而建，遠處高地建築物為大帽山山頂。

川龍當地在早年被認為是以種植茶樹為主的村落，直至1920年代茶園荒廢為止。到戰後的50年代末，大量的新移民因戰亂從內地遷移到香港，移居至川龍的新移民會租下原居民的稻田以耕種為生。當時，川龍村民羅國宏和羅海東曾嘗試種植稻米但都沒有好收成，那時侯山下的荃灣到處都是西洋菜田，他們便取來西洋菜種到山上嘗試種植；而川龍西洋菜的歷史就於此年代開始。
同在50年代，香港政府為撲滅市區的蚊蟲以免瘧疾傳播，禁止在九龍內的農戶以水種方式種植西洋菜，幸在農戶遞呈文件和請願大力反對後，政府才將禁止種植犯圍縮小，川龍的西洋菜田得以保存。期後到了60年代，香港政府規劃開發荃灣成第一個衞星城市和期後的新市鎮，荃灣曾經的西洋菜田都因土地開發被破壞成爛地。位處上山的川龍有幸避過城市開發；同時區內的西洋菜種植已開始有所成果，香港其他地區的農戶例如上水和粉嶺都會來到尋找西洋菜種，在文化大革命後內地都曾派員遠道而來川龍尋找菜種。
後來，川龍因為獨特的地理環境使出產的西洋菜有別於香港其他地區而成著名農產品，慢慢區內發展成家家戶戶都是種植西洋菜。1962年颱風溫黛襲港，香港的農場廣泛大受破壞，但川龍的農地在風災後竟仍能長出了西洋菜菜苗而成為一時佳話。而同時川龍西洋菜亦已開始在亞洲鄰近地區成名，其他國家更會派農業專家到川龍研究種植方法。至80年代，川龍單一農戶已可達成一年出產100擔，每擔100斤（共約67公噸）的川龍西洋菜量。
在香港農業整體因城市發展和經濟轉型令農業衰退的情況下，同時又因為特區菜之低價入口蔬菜與本地蔬菜競爭，現在川龍內種植西洋菜的農戶只剩下2至3戶作少量種植。2013年，傳媒揭發當地曾有人非法傾倒泥頭和石棉瓦；後該些被非法傾倒而被破壞的土地更被發展商分別在2016和2018年申請改劃為康樂用地，以興建高尚住宅和酒店作旅遊發展，令當地環境不論土壤、水文以及人文皆會受破壞；該改劃最終被城規會否決，惟已被破壞的土地已難以復原。

## 特色

### 種植環境

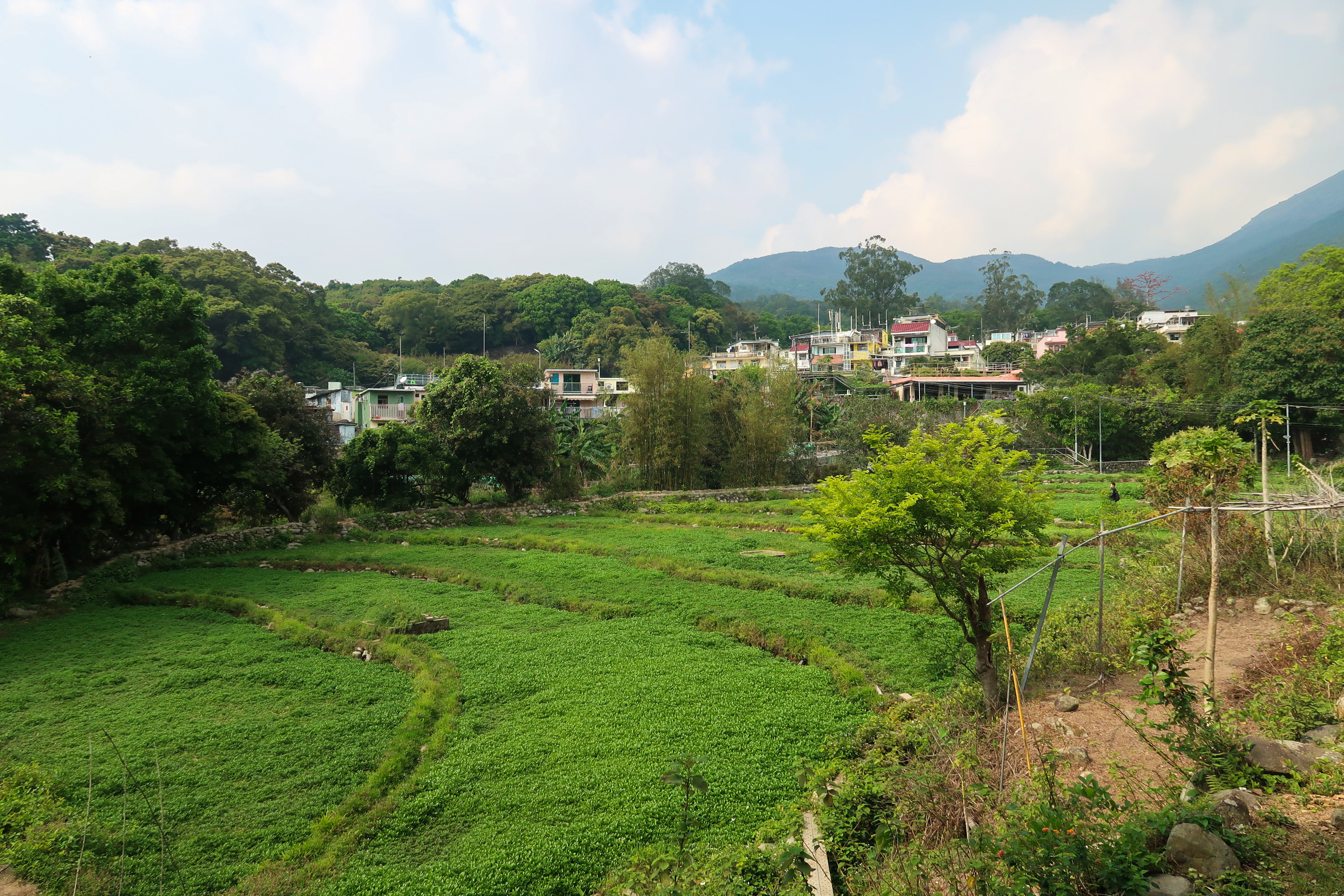
川龍的西洋菜田。因為地勢屬山坡，農地會劃成梯田狀以旱田種植。

西洋菜原產於溫帶地區，對於位處亞熱帶地區的香港屬秋冬季種植蔬菜。川龍位處於香港最高山大帽山山腰，地區平均海拔約300多米，氣溫比在平原的種植區相對低，而日夜溫差亦較大，是適合種植西洋菜的氣候環境，亦令當區成為香港唯一能全年種植西洋菜的地方。但是，川龍農戶多年都只種植西洋菜單一品種植物，農地因此受到蟲害的機會亦更高，當地農戶常面對的蟲害例如鼻涕蟲和吊絲蟲。川龍區內有源自大帽山上的溪流水源，因為溪流上游未被發展，水質不受污染。雖然香港多個地區都有種植西洋菜，但川龍獨特的地理位置造就他們發展出一套獨特的種植方法，出產的川龍西洋菜品質都有所不同。

### 旱田種植
西洋菜一般都是在水田中種植，但川龍屬山坡地勢，雖然有溪流流經但不能儲水，當地農戶便自行建設了蓄水池用以灌溉，並將土地建成梯田以旱田方式耕種。農戶一天內需要多次向西洋菜田澆水，滿足西洋菜對水份的大需求和達至為土壤降溫效果。近年因為氣候改變平均氣溫升高，在中秋節定植的西洋菜更要一天灌溉5至6次才足夠。另外，川龍每塊農地劃分都比較細，同時因為山坡地區造成土壤肥力普遍較低，農地作物對氣候和種植環境的改變都會較敏感，農戶需要因應情況而應變，改變管理規律。
川龍西洋菜農不會一次割下田間全部西洋菜作收成，而只會摘下菜莖較粗的植株，並留下較幼株苗的在田間作留種；這樣可以節省來年需要重新定植菜苗的工序，此一做法亦一直留存至今。農戶一般會在深夜時間採摘收成：不同於普遍水田用鐮刀割菜的收成做法，他們會在田上橫放一塊木板，蹲或跪在木板上俯身向前逐棵採摘，而身體體重會平均分佈在大範圍上，除不會壓死西洋菜外，更會將留下的西洋菜苗輕壓至泥中，以令它們生長更多不定根。
在70年代時，川龍菜農會在清晨時將收成送至川龍菜站，然後集中所有蔬菜運到長沙灣蔬菜批發市場出售。

### 肥料
川龍西洋菜從第一代種植戶起至現在所施用的肥料曾有數次變化。最初的川龍西洋菜主要以由蔬菜統營處營運的「大肥腐熟與供應計劃」的肥料車送來的「大肥」（即人類糞便）作肥料；到了60年代，由於香港普遍的樓宇都裝設水廁，該計劃亦告終止，川龍農戶亦需尋找替代肥料。當地農戶後來改用魚翅剩下的鯊魚骨磨成粉末作肥料，稱之為「魚骨肥」；同時他們亦會收集街市魚檔的「下欄」（即賣魚的剩餘物）自制成「魚肥」。
期後，香港開始興起使用化學肥料，川龍西洋菜農戶亦分成兩個派別：常規種植和自稱有機種植。常規種植戶會利用花生麩和骨粉，並混入俗稱「紅肥」、「藍肥」等化學肥料施肥；而自稱有機種植戶則以較傳統的就地取材方式，收集街市雞販的剩餘雞毛混入草木灰，再堆肥發酵後製成液肥來施用。施加化肥能令植株生長較快提高收成頻率，但同時出產的西洋菜質素亦會較低；相反地使用有機肥料所種植出的川龍西洋菜會有明顯的紅色葉脈，味道會較濃和纖維感較低。然而，雖然同為有機肥料，但現時種植出的川龍西洋菜被認為已異於初時所出產的味道和口感。

### 留種

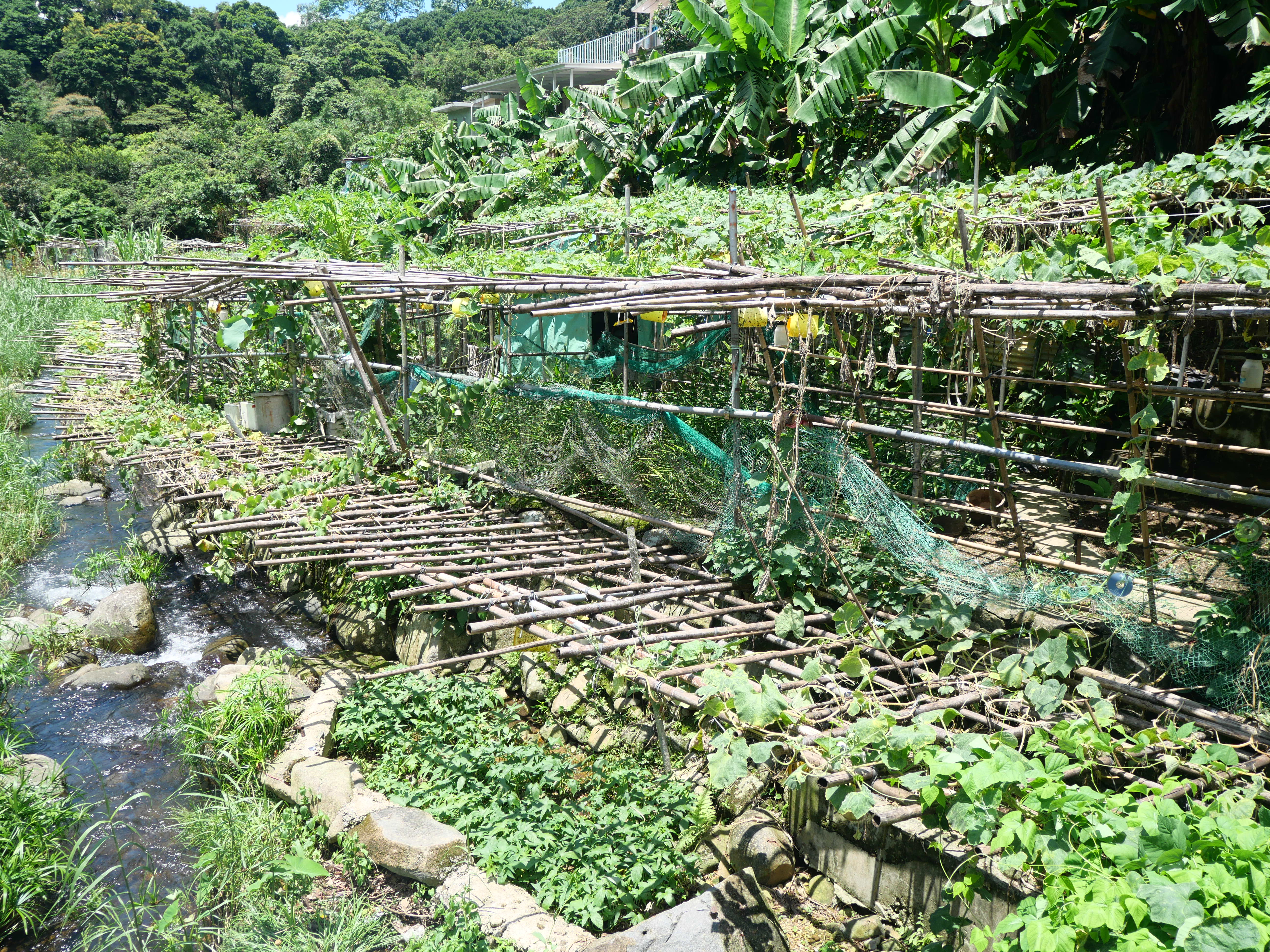
川龍農戶多以種植西洋菜為主，但在淡季時亦會種植其他作物幫補，例如通菜、木瓜、合掌瓜等。

西洋菜本身適合溫帶種植，但香港夏天炎熱，香港農戶普遍夏天時均不會自行留種。而川龍因為氣溫相對較低，同時旱田種植的方式避免了過高的水溫長期浸泡而殺死西洋菜苗，成為香港唯一有條件進行西洋菜留種的地方。
川龍西洋菜農戶會在端午節（農曆五月初五）過後至農曆七月初間為農田「歇暑」。在夏天期間，香港其他地區如上水、元朗和粉嶺等水田農戶清田並種植其他水種作物時，川龍西洋菜農會繼續為留下的西洋菜種苗澆水；同時農田的西洋菜間會生長出名為豬毛草的雜草，為西洋菜種苗遮擋太陽稍為降溫，至下年適合的季節時，西洋菜苗會再次生長。而其他地區的西洋菜農因多為水田種植，每次都要重新定植西洋菜，在農曆七月過後，他們就會到川龍向當地農戶購買「菜種」；川龍西洋菜農亦因此全年都能以西洋菜單種蔬菜賺取收入。
西洋菜多是無性生殖種植，因為幾十年來川龍均無從外引入其他西洋菜品種雜交，實際上當地的西洋菜已演變成獨有的一個栽培品種。但是，近年川龍只餘下少數西洋菜農會作留種，而農戶的後代亦不欲接手，令川龍西洋菜開始面臨了傳承的危機。